# Balthus-Knoten

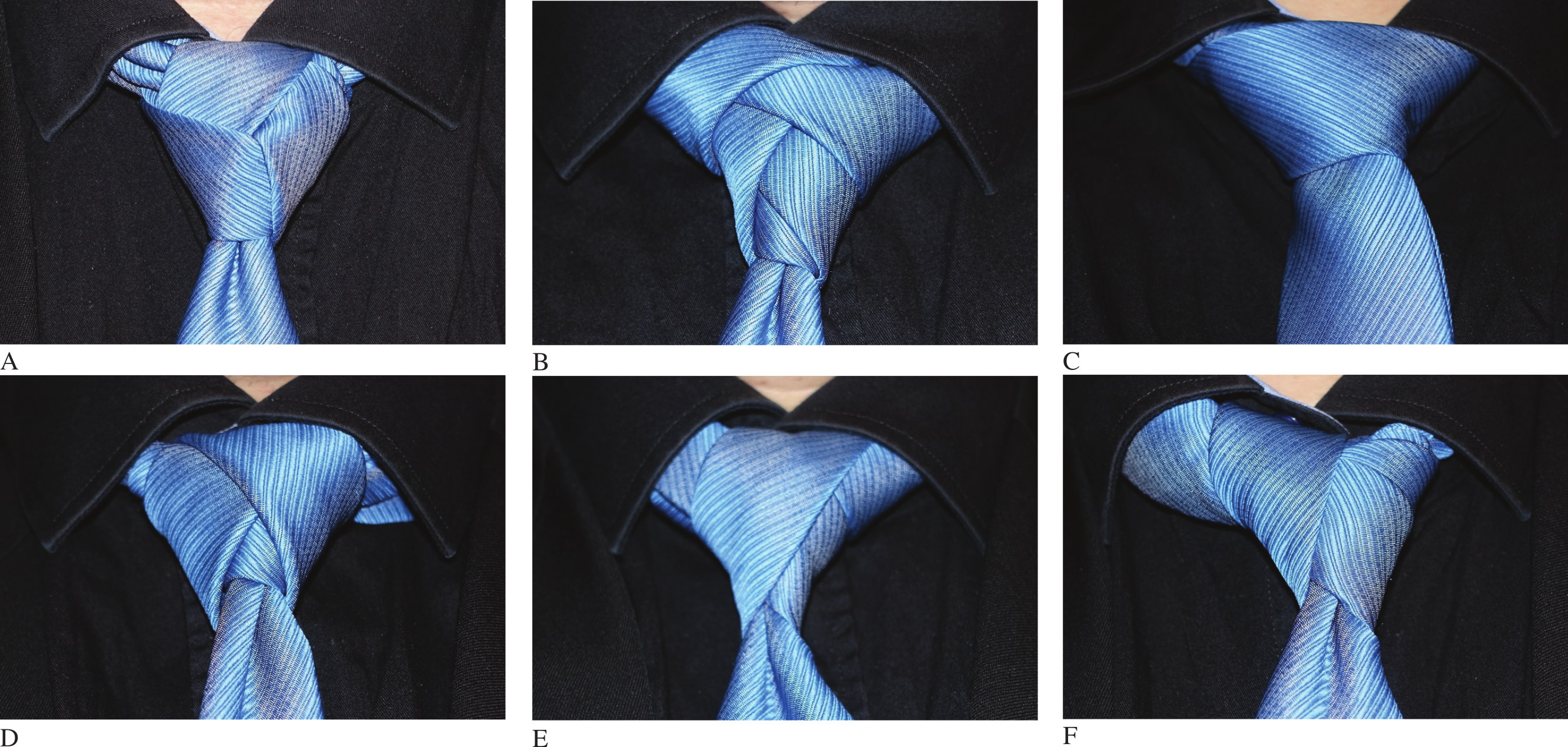
Mehrere Krawattenknoten. Der Balthus-Knoten befindet sich rechts oben.

Der Balthus-Knoten ist als Krawattenknoten eine Möglichkeit eine Krawatte zu binden.

## Herkunft
Der polnisch-deutsch-französische Maler Balthus (eigentlich Balthasar Kłossowski de Rola; 1908–2001) entwarf in den 1930er-Jahren den Knoten, der schlussendlich nach ihm benannt wurde. Erstmals trug er ihn zu einem Pressetermin. Eine Vermutung besagt, dass er „vielleicht seinen Knoten versehentlich zweimal gebunden habe“. Jedoch trug Balthus den Knoten von da an häufig. Balthus band die Krawatte mit diesem Knoten auf eine Weise, bei der das breite Ende in der Höhe der Brust endete und das schmale ende frei darunter hing.

## Beschreibung
Der Balthus-Knoten ist, wie der Windsorknoten, symmetrisch und voluminös. Jedoch wirke er „fülliger“ als der Windsorknoten.
Der Balthus-Knoten sei „kein Knoten für das konservative Büro“ sondern passe für „die heitere Party, das private Vergnügen“. Allerdings sehe er unter einer hochgeschlossenen Weste (Gilet) „nicht mehr so rebellisch“ aus. Passend sei der Kent-Kragen. Laut dem Magazin GQ – Gentlemen’s Quarterly passe der Knoten sehr gut für „Hochzeiten und Galas“. Das Magazin empfiehlt auch „Hemdkragen mit ausreichend Platz, wie Spitz- oder Haifischkragen“.
Durch die benötigte Stoffmenge sei der Balthus-Knoten „für kleine Herren die richtige Wahl“, er wirke jedoch „extravagant“.

## Bindung
Für das Binden wird eine Krawatte mit „leichtem Stoff“ wie Chiffon empfohlen. Zudem ist eine schmale Krawatte vorteilhaft. Gestartet wird mit der Naht auf der Außenseite, wobei das schmale Ende der Krawatte sich sehr weit oben befindet. Das breite Ende wird unter dem dünnen Ende nach rechts gezogen und kommt dann von rechts oben über das dünne Ende hinter dem Knoten nach unten links. Von links kommt das breite Ende ebenso auf die andere Seite, woraufhin beide Schritte wiederholt werden. Danach kommt das breite Ende über die Vorderseite, wodurch sich die Schlaufe bindet, die den sichtbaren Teil der Krawatte bildet. Durch diese Schlaufe wird das breite Ende gezogen.
Der Schwierigkeitsgrad gilt als „mittel bis schwer“.